# Chidozie Awaziem
Chidozie Collins Awaziem (Enugu, 1 januari 1997) is een Nigeriaans voetballer die doorgaans als centrale verdediger speelt. Hij stroomde in 2014 door vanuit de jeugd van FC Porto. Awaziem debuteerde in 2017 in het Nigeriaans voetbalelftal.

## Clubcarrière
FC Porto haalde Awaziem in 2014 weg bij El Kanemi Warriors. Op 9 augustus 2015 debuteerde hij voor Porto B in de Segunda Liga tegen Portimonense SC. Op 27 januari 2016 maakte de Nigeriaan zijn opwachting in het eerste elftal in het bekerduel tegen CD Feirense. Op 12 februari 2016 debuteerde hij in de Primeira Liga tegen SL Benfica. Awaziem vormde centraal in de verdediging een duo met Bruno Martins Indi en zag zijn team met 1–2 op het veld van Benfica winnen.